# Хайнрих II (Ройс-Оберграйц)
Вижте пояснителната страница за други личности с името Хайнрих II.
Хайнрих II Ройс фон Обер-Грайц (на немски: Heinrich II Reuss-Obergreiz; * 4 февруари 1696 в Дрезден; † 17 ноември 1722 в Грайц) от фамилията Ройс е управляващ граф на Ройс-Грайц (старата линия), господар на Плауен, Обер-Грайц и Дьолау.
Той е син на граф Хайнрих VI Роус-Оберграйц (1649 – 1697), граф и господар на Плауен, господар на Обер-Грайц, саксонски фелдмаршал, и съпругата му Хенриета Амалия фон Фризен (1668 – 1732), дъщеря на фрайхер Хайнрих III фон Фризен (1610 – 1680) и Мария Маргарета фон Лютцелбург (1632 – 1689). Внук е на граф Хайнрих I Роус-Оберграйц (1627 – 1681) и бургграфиня Сибила Магдалена фон Кирхберг (1624 – 1667), и правнук на Хайнрих IV Роус-Оберграйц (1597 – 1629).
Хайнрих II умира на 17 ноември 1722 г. на 26 години в Грайц, Тюрингия и е погребан там.
Син му Хайнрих XI Ройс (1722 – 1800) е от 1778 г. княз на Княжество Ройс-Грайц старата линия.

## Фамилия
Хайнрих II Ройс фон Обер-Грайц се жени на 22 октомври 1715 г. в Дрезден за графиня София Шарлота фон Ботмер (* 21 октомври 1697; † 14 септември 1748 в Ербах), дъщеря на граф Йохан Каспар фон Ботмер (1656 – 1732) и втората му съпруга Гизела Ердмута фрайин фон Хойм (1669 – 1741). Те имат децата:
- Хенриета Ердмута София Ройс (1716 – 1719)
- Хайнрих VIII Ройс (1718 – 1719)
- Хайнрих IX Ройс (1718 – 1723), господар на Ройс-Грайц
- Хайнрих X Ройс (1720 – 1720)
- Хайнрих XI Ройс (1722 – 1800), от 1723 г. управляващ граф и господар на Плауен, от 1778 г. княз на Княжество Ройс-Грайц старата линия.

Съпругата му София Шарлота фон Ботмер се омъжва втори път на 25 декември 1723 г. за граф Георг Вилхелм фон Ербах-Ербах (1686 – 1757).